# Episodi di Matinee Theatre (terza stagione)
La terza stagione della serie televisiva Matinee Theatre è andata in onda negli Stati Uniti dal 15 ottobre 1957 al 13 giugno 1958 sulla NBC.
| nº  | Titolo originale                   | Prima TV USA     |
| --- | ---------------------------------- | ---------------- |
| 1   | Father Come Home                   | 15 ottobre 1957  |
| 2   | Villa of the Angels                | 16 ottobre 1957  |
| 3   | A Tone of Time                     | 17 ottobre 1957  |
| 4   | Almost Any Man Will Do             | 18 ottobre 1957  |
| 5   | Sing for Me                        | 21 ottobre 1957  |
| 6   | Run for the Money                  | 22 ottobre 1957  |
| 7   | Lest We Forget                     | 23 ottobre 1957  |
| 8   | The Glass Hill                     | 24 ottobre 1957  |
| 9   | Out of the Frying Pan              | 25 ottobre 1957  |
| 10  | The Last Stop                      | 28 ottobre 1957  |
| 11  | The Weak and the Strong            | 29 ottobre 1957  |
| 12  | Nine-Finger Jack                   | 30 ottobre 1957  |
| 13  | Elementals                         | 31 ottobre 1957  |
| 14  | Plummer in Paradise                | 1º novembre 1957 |
| 15  | Something About a Dollar           | 4 novembre 1957  |
| 16  | Return in Winter                   | 7 novembre 1957  |
| 17  | Grandmama and Grandfather          | 8 novembre 1957  |
| 18  | Aesop and Rhodope                  | 11 novembre 1957 |
| 19  | All Over the World                 | 12 novembre 1957 |
| 20  | The Ransom of Sigmund Freud        | 13 novembre 1957 |
| 21  | Iris                               | 14 novembre 1957 |
| 22  | Remember Me Kindly                 | 15 novembre 1957 |
| 23  | The Embassy House                  | 18 novembre 1957 |
| 24  | Witness to Murder                  | 19 novembre 1957 |
| 25  | The Johnson House                  | 20 novembre 1957 |
| 26  | Cadenza                            | 25 novembre 1957 |
| 27  | Green Shores                       | 26 novembre 1957 |
| 28  | A Question of Balance              | 27 novembre 1957 |
| 29  | Daniel Webster and the Sea Serpent | 29 novembre 1957 |
| 30  | The Conversation Tables            | 2 dicembre 1957  |
| 31  | Out of My Darkness                 | 3 dicembre 1957  |
| 32  | The Man That Corrupted Hadleyburg  | 4 dicembre 1957  |
| 33  | The Broom and the Groom            | 5 dicembre 1957  |
| 34  | A Cloud for Jeni                   | 6 dicembre 1957  |
| 35  | The Consul                         | 9 dicembre 1957  |
| 36  | The Old Friend                     | 10 dicembre 1957 |
| 37  | Give Me a Wand                     | 10 dicembre 1957 |
| 38  | The Sure Thing                     | 11 dicembre 1957 |
| 39  | Dark of the Moon                   | 12 dicembre 1957 |
| 40  | The Giver and the Gift             | 13 dicembre 1957 |
| 41  | No Time for Comedy                 | 16 dicembre 1957 |
| 42  | Gentleman of Fortune               | 17 dicembre 1957 |
| 43  | The Gentleman Caller               | 18 dicembre 1957 |
| 44  | Tender Leaves                      | 19 dicembre 1957 |
| 45  | In 25 Words or Less                | 20 dicembre 1957 |
| 46  | Sara Crewe                         | 23 dicembre 1957 |
| 47  | Amahl and the Night Visitors       | 24 dicembre 1957 |
| 48  | The Little Minister                | 25 dicembre 1957 |
| 49  | Daughter of Kings                  | 31 dicembre 1957 |
| 50  | The Survival Kit                   | 2 gennaio 1958   |
| 51  | The House with the Golden Street   | 3 gennaio 1958   |
| 52  | The Europeans                      | 6 gennaio 1958   |
| 53  | The Collected Letters of Mr. Sage  | 7 gennaio 1958   |
| 54  | Two-Picture Deal                   | 8 gennaio 1958   |
| 55  | The Great Obstacle Courtship       | 9 gennaio 1958   |
| 56  | A Chance to Die                    | 10 gennaio 1958  |
| 57  | Home on the Range                  | 13 gennaio 1958  |
| 58  | The Makropoulos Secret             | 14 gennaio 1958  |
| 59  | More Than a Man                    | 15 gennaio 1958  |
| 60  | Something Stolen, Something New    | 16 gennaio 1958  |
| 61  | Thunderbolt                        | 17 gennaio 1958  |
| 62  | Daisy Mayne                        | 20 gennaio 1958  |
| 63  | The Man Who Wanted to Hate         | 21 gennaio 1958  |
| 64  | The Golden Fleecing                | 22 gennaio 1958  |
| 65  | Forever and Ever                   | 23 gennaio 1958  |
| 66  | Decision                           | 24 gennaio 1958  |
| 67  | Solider's Boy                      | 27 gennaio 1958  |
| 68  | The Man with Pointed Toes          | 28 gennaio 1958  |
| 69  | Love Out of Town                   | 31 gennaio 1958  |
| 70  | Cave-In                            | 3 febbraio 1958  |
| 71  | The Iceman                         | 4 febbraio 1958  |
| 72  | The Long, Long Laugh               | 5 febbraio 1958  |
| 73  | Man Without a Country              | 6 febbraio 1958  |
| 74  | The Odd Ones                       | 7 febbraio 1958  |
| 75  | Monsieur Beaucaire                 | 11 febbraio 1958 |
| 76  | Life Upon the Wicked Stage         | 12 febbraio 1958 |
| 77  | Without Fear or Favor              | 13 febbraio 1958 |
| 78  | The Third Person                   | 14 febbraio 1958 |
| 79  | Eden End                           | 17 febbraio 1958 |
| 80  | The 10th Muse                      | 18 febbraio 1958 |
| 81  | Goodbye on Thursday                | 20 febbraio 1958 |
| 82  | Heart's Desire                     | 21 febbraio 1958 |
| 83  | Marriage of Convenience            | 24 febbraio 1958 |
| 84  | The Suicide Club                   | 25 febbraio 1958 |
| 85  | The 65th Floor                     | 26 febbraio 1958 |
| 86  | The Hickory Heart                  | 27 febbraio 1958 |
| 87  | The Devil's Violin                 | 28 febbraio 1958 |
| 88  | Wednesday's Child                  | 4 marzo 1958     |
| 89  | Vigilante                          | 5 marzo 1958     |
| 90  | The Prophet Hosea                  | 7 marzo 1958     |
| 91  | Mrs. Moonlight                     | 10 marzo 1958    |
| 92  | With Love We Live                  | 11 marzo 1958    |
| 93  | You and I                          | 12 marzo 1958    |
| 94  | Career Angel                       | 13 marzo 1958    |
| 95  | Contingent Fire                    | 14 marzo 1958    |
| 96  | Anxious Night                      | 18 marzo 1958    |
| 97  | On Approval                        | 19 marzo 1958    |
| 98  | Dandy Dick                         | 20 marzo 1958    |
| 99  | Hush, Mahala, Hush                 | 21 marzo 1958    |
| 100 | O'Rourke's House                   | 25 marzo 1958    |
| 101 | The Alleyway                       | 26 marzo 1958    |
| 102 | The Vagabond                       | 27 marzo 1958    |
| 103 | The Silver Spider                  | 28 marzo 1958    |
| 104 | Design for Glory                   | 1º aprile 1958   |
| 105 | The Inspector General              | 2 aprile 1958    |
| 106 | The Two Mrs. Carrolls              | 3 aprile 1958    |
| 107 | The Velvet Glove                   | 4 aprile 1958    |
| 108 | Death Takes a Holiday              | 8 aprile 1958    |
| 109 | Man of the House                   | 9 aprile 1958    |
| 110 | A Case of Fear                     | 10 aprile 1958   |
| 111 | Walk in the Sky                    | 11 aprile 1958   |
| 112 | The Canterville Ghost              | 15 aprile 1958   |
| 113 | Found Money                        | 17 aprile 1958   |
| 114 | Washington Whispers Money          | 18 aprile 1958   |
| 115 | A Boy Grows Up                     | 22 aprile 1958   |
| 116 | Phony Venus                        | 23 aprile 1958   |
| 117 | Some Blessed People                | 24 aprile 1958   |
| 118 | The Quiet Street                   | 25 aprile 1958   |
| 119 | The Quest of Quesnay               | 7 maggio 1958    |
| 120 | Angel Street                       | 9 maggio 1958    |
| 121 | The Cause                          | 12 maggio 1958   |
| 122 | Much Ado About Nothing, Part 1     | 20 maggio 1958   |
| 123 | Much Ado About Nothing, Part 2     | 21 maggio 1958   |
| 124 | Day of Discoveries                 | 22 maggio 1958   |
| 125 | The Young and the Fair             | 23 maggio 1958   |
| 126 | The Riddle of Mary Murray          | 27 maggio 1958   |
| 127 | Button Button                      | 29 maggio 1958   |
| 128 | The End of the Season              | 3 giugno 1958    |
| 129 | Look Out for John Tucker           | 4 giugno 1958    |
| 130 | The Road to Recovery               | 5 giugno 1958    |
| 131 | The Nightbird's Crying             | 6 giugno 1958    |
| 132 | The Story of Marcia Gordon         | 10 giugno 1958   |
| 133 | Town in Turmoil                    | 11 giugno 1958   |
| 134 | Washington Square                  | 12 giugno 1958   |
| 135 | Course for Collision               | 13 giugno 1958   |

## Father Come Home
- Prima televisiva: 15 ottobre 1957

### Trama
- Guest star:

## Villa of the Angels
- Prima televisiva: 16 ottobre 1957

### Trama
- Guest star:

## A Tone of Time
- Prima televisiva: 17 ottobre 1957
- Diretto da: Lamont Johnson
- Scritto da: Theodore Apstein
- Soggetto di: Henry James

### Trama
- Guest star: Sarah Churchill, Irene Hervey, Donald Murphy

## Almost Any Man Will Do
- Prima televisiva: 18 ottobre 1957

### Trama
- Guest star:

## Sing for Me
- Prima televisiva: 21 ottobre 1957

### Trama
- Guest star:

## Run for the Money
- Prima televisiva: 22 ottobre 1957

### Trama
- Guest star:

## Lest We Forget
- Prima televisiva: 23 ottobre 1957

### Trama
- Guest star:

## The Glass Hill
- Prima televisiva: 24 ottobre 1957

### Trama
- Guest star:

## Out of the Frying Pan
- Prima televisiva: 25 ottobre 1957

### Trama
- Guest star:

## The Last Stop
- Prima televisiva: 28 ottobre 1957
- Diretto da: Lamont Johnson
- Scritto da: Anthony Spinner
- Soggetto di: William Raine

### Trama
- Guest star: Robert Gist, Mike Bradford, Lisa Montell

## The Weak and the Strong
- Prima televisiva: 29 ottobre 1957

### Trama
- Guest star: Michael Landon, Shirley Knight

## Nine-Finger Jack
- Prima televisiva: 30 ottobre 1957
- Diretto da: Alan Cooke
- Scritto da: George Lowther
- Soggetto di: Anthony Boucher

### Trama
- Guest star: Eva Gabor (Hester), Patrick Macnee (John Smith)

## Elementals
- Prima televisiva: 31 ottobre 1957
- Diretto da: Walter Grauman
- Scritto da: Nicholas E. Baehr
- Soggetto di: Stephen Vincent Benet

### Trama
- Guest star: Mala Powers, Conrad Nagel, Tom Tryon

## Plummer in Paradise
- Prima televisiva: 1º novembre 1957

### Trama
- Guest star:

## Something About a Dollar
- Prima televisiva: 4 novembre 1957

### Trama
- Guest star:

## Return in Winter
- Prima televisiva: 7 novembre 1957

### Trama
- Guest star:

## Grandmama and Grandfather
- Prima televisiva: 8 novembre 1957

### Trama
- Guest star:

## Aesop and Rhodope
- Prima televisiva: 11 novembre 1957
- Diretto da: Dennis Patrick
- Scritto da: Helene Hanff

### Trama
- Guest star: Sarah Churchill (Rhodope), Lamont Johnson (Aesop), Conrad Nagel, Lee Patrick

## All Over the World
- Prima televisiva: 12 novembre 1957

### Trama
- Guest star:

## The Ransom of Sigmund Freud
- Prima televisiva: 13 novembre 1957
- Diretto da: Livia Granito
- Scritto da: Harold Callen

### Trama
- Guest star: Luis Van Rooten, Eva Soreny, John Lupton, Margo Lorenz, Harold Dyrenforth, Kurt Kasznar, Ludwig Donath

## Iris
- Prima televisiva: 14 novembre 1957
- Scritto da: Arnold Rabin

### Trama
- Guest star: Margaret Truman (Iris), Ray Montgomery

## Remember Me Kindly
- Prima televisiva: 15 novembre 1957
- Scritto da: Sonya Roberts

### Trama
- Guest star:

## The Embassy House
- Prima televisiva: 18 novembre 1957

### Trama
- Guest star:

## Witness to Murder
- Prima televisiva: 19 novembre 1957

### Trama
- Guest star:

## The Johnson House
- Prima televisiva: 20 novembre 1957

### Trama
- Guest star:

## Cadenza
- Prima televisiva: 25 novembre 1957
- Soggetto di: Will Schneider, Herman Goldberg

### Trama
- Guest star:

## Green Shores
- Prima televisiva: 26 novembre 1957
- Diretto da: Lamont Johnson
- Scritto da: Michael Dyne
- Soggetto di: C. P. Breen

### Trama
- Guest star: Sally Pearce, Jeanette Nolan, Dick Foran, Bradford Dillman

## A Question of Balance
- Prima televisiva: 27 novembre 1957
- Scritto da: Wood Fitchette
- Soggetto di: Stuart Dunham

### Trama
- Guest star: Paul Langton (Paul McLean), Helen Westcott (Kay)

## Daniel Webster and the Sea Serpent
- Prima televisiva: 29 novembre 1957
- Diretto da: Alan Cooke
- Scritto da: George Lowther
- Soggetto di: Stephen Vincent Benet

### Trama
- Guest star: Frederic Worlock, John Carradine, John McGiver

## The Conversation Tables
- Prima televisiva: 2 dicembre 1957

### Trama
- Guest star:

## Out of My Darkness
- Prima televisiva: 3 dicembre 1957

### Trama
- Guest star: Jan Merlin

## The Man That Corrupted Hadleyburg
- Prima televisiva: 4 dicembre 1957
- Diretto da: Walter Grauman
- Scritto da: Dale Wasserman
- Soggetto di: Mark Twain

### Trama
- Guest star: Will Rogers Jr., Carolyn Kearney, Jack Albertson

## The Broom and the Groom
- Prima televisiva: 5 dicembre 1957

### Trama
- Guest star:

## A Cloud for Jeni
- Prima televisiva: 6 dicembre 1957
- Diretto da: Lamont Johnson
- Scritto da: Mort Thaw

### Trama
- Guest star: Paul Picerni, Morey Amsterdam, Betty Lou Keim, Charlie Ruggles

## The Consul
- Prima televisiva: 9 dicembre 1957

### Trama
- Guest star:

## The Old Friend
- Prima televisiva: 10 dicembre 1957

### Trama
- Guest star:

## Give Me a Wand
- Prima televisiva: 10 dicembre 1957
- Scritto da: Robert E. Thompson

### Trama
- Guest star:

## The Sure Thing
- Prima televisiva: 11 dicembre 1957

### Trama
- Guest star:

## Dark of the Moon
- Prima televisiva: 12 dicembre 1957
- Diretto da: Albert McCleery
- Scritto da: Howard Richardson, William Berney

### Trama
- Guest star: Gloria Talbott, Tom Tryon

## The Giver and the Gift
- Prima televisiva: 13 dicembre 1957
- Scritto da: Harold Gast

### Trama
- Guest star:

## No Time for Comedy
- Prima televisiva: 16 dicembre 1957
- Diretto da: Alan Cooke
- Scritto da: S. N. Behrman

### Trama
- Guest star: Sarah Churchill, Katharine Bard, Dennis Patrick

## Gentleman of Fortune
- Prima televisiva: 17 dicembre 1957
- Soggetto di: Stephen Vincent Benet

### Trama
- Guest star:

## The Gentleman Caller
- Prima televisiva: 18 dicembre 1957
- Scritto da: George Lowther

### Trama
- Guest star:

## Tender Leaves
- Prima televisiva: 19 dicembre 1957
- Scritto da: Robert J. Shaw

### Trama
- Guest star:

## In 25 Words or Less
- Prima televisiva: 20 dicembre 1957

### Trama
- Guest star:

## Sara Crewe
- Prima televisiva: 23 dicembre 1957
- Diretto da: Livia Granito
- Scritto da: Elizabeth Hart
- Soggetto di: Frances Hodgson Burnett

### Trama
- Guest star: Reba Waters, Brenda Forbes

## Amahl and the Night Visitors
- Prima televisiva: 24 dicembre 1957

### Trama
- Guest star:

## The Little Minister
- Prima televisiva: 25 dicembre 1957
- Diretto da: Livia Granito
- Scritto da: Helene Hanff
- Soggetto di: J. M. Barrie

### Trama
- Guest star: Margaret O'Brien, Ben Cooper, Henry Daniell

## Daughter of Kings
- Prima televisiva: 31 dicembre 1957

### Trama
- Guest star:

## The Survival Kit
- Prima televisiva: 2 gennaio 1958

### Trama
- Guest star:

## The House with the Golden Street
- Prima televisiva: 3 gennaio 1958

### Trama
- Guest star:

## The Europeans
- Prima televisiva: 6 gennaio 1958
- Diretto da: Lamont Johnson
- Scritto da: Theodore Apstein
- Soggetto di: Henry James

### Trama
- Guest star: Nico Minardos, Peter Cookson, Zsa Zsa Gábor

## The Collected Letters of Mr. Sage
- Prima televisiva: 7 gennaio 1958

### Trama
- Guest star:

## Two-Picture Deal
- Prima televisiva: 8 gennaio 1958
- Scritto da: George Bellak

### Trama
- Guest star:

## The Great Obstacle Courtship
- Prima televisiva: 9 gennaio 1958

### Trama
- Guest star:

## A Chance to Die
- Prima televisiva: 10 gennaio 1958

### Trama
- Guest star:

## Home on the Range
- Prima televisiva: 13 gennaio 1958
- Scritto da: George Lowther
- Soggetto di: Robert Carson

### Trama
- Guest star:

## The Makropoulos Secret
- Prima televisiva: 14 gennaio 1958
- Scritto da: Michael Dyne
- Soggetto di: Karl Capek

### Trama
- Guest star: Sarah Churchill (Emilia Marty)

## More Than a Man
- Prima televisiva: 15 gennaio 1958
- Scritto da: Arthur Rabin

### Trama
- Guest star:

## Something Stolen, Something New
- Prima televisiva: 16 gennaio 1958

### Trama
- Guest star:

## Thunderbolt
- Prima televisiva: 17 gennaio 1958

### Trama
- Guest star:

## Daisy Mayne
- Prima televisiva: 20 gennaio 1958

### Trama
- Guest star:

## The Man Who Wanted to Hate
- Prima televisiva: 21 gennaio 1958

### Trama
- Guest star:

## The Golden Fleecing
- Prima televisiva: 22 gennaio 1958

### Trama
- Guest star:

## Forever and Ever
- Prima televisiva: 23 gennaio 1958
- Scritto da: Robert Howard Lindsay, Katherine Lindsay

### Trama
- Guest star: Johnny Crawford

## Decision
- Prima televisiva: 24 gennaio 1958

### Trama
- Guest star:

## Solider's Boy
- Prima televisiva: 27 gennaio 1958
- Diretto da: Richard Goode
- Scritto da: Abby Mann

### Trama
- Guest star: Everett Sloane (generale Stanton Brisk), Adrienne Marden (Edith Brisk)

## The Man with Pointed Toes
- Prima televisiva: 28 gennaio 1958
- Diretto da: Robert Ellis Miller
- Scritto da: Helen Root, Lynn Root

### Trama
- Guest star: Earl Holliman (Tom Cotterell), Vanessa Brown (Pamela Wright)

## Love Out of Town
- Prima televisiva: 31 gennaio 1958
- Diretto da: Alan Hanson
- Scritto da: William McCleery

### Trama
- Guest star: Ralph Gamble (David), Joel Marston (Morton), Jean Carson (Agnes), Dennis Patrick (Ward), William Keene (Frederic), Richard Anderson (Alec), Sarah Churchill (Peggy)

## Cave-In
- Prima televisiva: 3 febbraio 1958
- Diretto da: Boris Sagal
- Scritto da: Jack Oleck

### Trama
- Guest star: Harry Hickox, Butch Bernard, Robert Paquin, Joe Quinn, Mark Evans, Paul Maxwell, Stacy Harris (Phil), Jeanne Cooper (Ruth), Catherine McLeod (Helen), Paul Langton (Matt)

## The Iceman
- Prima televisiva: 4 febbraio 1958
- Diretto da: Albert McCleery
- Scritto da: Anthony Spinner

### Trama
- Guest star: Jackie Coogan (Sam), Johnny Crawford (Leo), Peggy McCay (Louise Grannick), Andrew Duggan (Clyde Grannick)

## The Long, Long Laugh
- Prima televisiva: 5 febbraio 1958
- Scritto da: Bernard Slade

### Trama
- Guest star: June Lockhart (Connie), Russell Arms (Ernie Barton)

## Man Without a Country
- Prima televisiva: 6 febbraio 1958
- Diretto da: Lamont Johnson
- Soggetto di: Edward Everett Hale

### Trama
- Guest star: Douglas Dumbrille, Dayton Lummis, Betty Lynn, Ralph Clanton, Richard Shannon (Ingram), Peter Hansen (John Phillip Nolan)

## The Odd Ones
- Prima televisiva: 7 febbraio 1958
- Diretto da: Livia Granito
- Scritto da: Betty Ulius

### Trama
- Guest star: Opal Euard (Janitor), Ron Foster (Jerry), Stephen Coit (Philip Field), Walter Kelley (Howie Mann), Olive Blakeney (Mrs. Mann), Darryl Hickman (Ben de Franco), Marilyn Erskine (Judith Mann)

## Monsieur Beaucaire
- Prima televisiva: 11 febbraio 1958
- Diretto da: Alan Cooke
- Scritto da: S. S. Schweitzer
- Soggetto di: Booth Tarkington

### Trama
- Guest star: Peter Hansen, Patricia Cutts, Patrick Macnee

## Life Upon the Wicked Stage
- Prima televisiva: 12 febbraio 1958

### Trama
- Guest star:

## Without Fear or Favor
- Prima televisiva: 13 febbraio 1958

### Trama
- Guest star:

## The Third Person
- Prima televisiva: 14 febbraio 1958
- Diretto da: Robert Ellis Miller
- Scritto da: Warner Law
- Soggetto di: Henry James

### Trama
- Guest star: Harry Ellerbe, Muriel Kirkland, Judith Evelyn

## Eden End
- Prima televisiva: 17 febbraio 1958
- Scritto da: Greer Johnson
- Soggetto di: J. B. Priestley

### Trama
- Guest star:

## The 10th Muse
- Prima televisiva: 18 febbraio 1958
- Scritto da: Sam Hall

### Trama
- Guest star:

## Goodbye on Thursday
- Prima televisiva: 20 febbraio 1958

### Trama
- Guest star:

## Heart's Desire
- Prima televisiva: 21 febbraio 1958

### Trama
- Guest star: Lisa Montell (Yasmin), Pernell Roberts (Hassan), Leon Askin (generale Rabat), Kuldip Singh (Omar Khayyam)

## Marriage of Convenience
- Prima televisiva: 24 febbraio 1958
- Scritto da: Robert E. Thompson

### Trama
- Guest star:

## The Suicide Club
- Prima televisiva: 25 febbraio 1958
- Diretto da: Walter Grauman
- Scritto da: Robert Esson
- Soggetto di: Robert Louis Stevenson

### Trama
- Guest star: John Abbott, Kerwin Mathews, Eduardo Ciannelli

## The 65th Floor
- Prima televisiva: 26 febbraio 1958
- Scritto da: Nicholas E. Baehr
- Soggetto di: Newt Arnold

### Trama
- Guest star: Hugh Marlowe (Gene Collier), Patricia Barry (Sally Collier), Alix Talton (Christine Hughes)

## The Hickory Heart
- Prima televisiva: 27 febbraio 1958
- Scritto da: Greer Johnson

### Trama
- Guest star:

## The Devil's Violin
- Prima televisiva: 28 febbraio 1958
- Scritto da: Herman Goldberg, Will Schneider

### Trama
- Guest star: Patricia McCormack (Lucy Smith)

## Wednesday's Child
- Prima televisiva: 4 marzo 1958

### Trama
- Guest star:

## Vigilante
- Prima televisiva: 5 marzo 1958
- Diretto da: Walter Grauman
- Scritto da: Anthony Spinner
- Soggetto di: Thomas Thompson

### Trama
- Guest star: Marie Windsor, Darryl Hickman, Leif Erickson

## The Prophet Hosea
- Prima televisiva: 7 marzo 1958
- Scritto da: Marjorie Adler

### Trama
- Guest star: Joseph Wiseman (Hosea)

## Mrs. Moonlight
- Prima televisiva: 10 marzo 1958

### Trama
- Guest star:

## With Love We Live
- Prima televisiva: 11 marzo 1958

### Trama
- Guest star:

## You and I
- Prima televisiva: 12 marzo 1958

### Trama
- Guest star:

## Career Angel
- Prima televisiva: 13 marzo 1958
- Scritto da: Frank Price

### Trama
- Guest star: Nita Talbot, Cecil Kellaway

## Contingent Fire
- Prima televisiva: 14 marzo 1958

### Trama
- Guest star:

## Anxious Night
- Prima televisiva: 18 marzo 1958
- Scritto da: David Lamson
- Soggetto di: George Lowther

### Trama
- Guest star:

## On Approval
- Prima televisiva: 19 marzo 1958
- Scritto da: Guy De Vry
- Soggetto di: Frederick Lonsdale

### Trama
- Guest star:

## Dandy Dick
- Prima televisiva: 20 marzo 1958
- Scritto da: Alan Cooke

### Trama
- Guest star:

## Hush, Mahala, Hush
- Prima televisiva: 21 marzo 1958
- Scritto da: Mac Shoub

### Trama
- Guest star:

## O'Rourke's House
- Prima televisiva: 25 marzo 1958

### Trama
- Guest star: Johnny Crawford, Leif Erickson (Frank O'Rourke)

## The Alleyway
- Prima televisiva: 26 marzo 1958
- Scritto da: Robert Esson

### Trama
- Guest star:

## The Vagabond
- Prima televisiva: 27 marzo 1958
- Scritto da: Betty Ulius

### Trama
- Guest star: Eva Gabor (Renee Nero), Jacques Bergerac (Max)

## The Silver Spider
- Prima televisiva: 28 marzo 1958
- Scritto da: Robert Wallsten

### Trama
- Guest star:

## Design for Glory
- Prima televisiva: 1º aprile 1958
- Scritto da: Harold Gast

### Trama
- Guest star:

## The Inspector General
- Prima televisiva: 2 aprile 1958
- Diretto da: Sherman Marks
- Scritto da: Warner Law
- Soggetto di: Nicholas Gogol

### Trama
- Guest star: Wally Cox (Khlestakov), Akim Tamiroff (sindaco)

## The Two Mrs. Carrolls
- Prima televisiva: 3 aprile 1958
- Scritto da: Alan Cooke
- Soggetto di: Martin Vale

### Trama
- Guest star: Zsa Zsa Gábor (Sally Carroll)

## The Velvet Glove
- Prima televisiva: 4 aprile 1958
- Diretto da: Alan Hanson
- Scritto da: Helen Taini
- Soggetto di: Rosemary Casey

### Trama
- Guest star: Mary La Roche, Mona Washbourne, John Hoyt, Cathleen Nesbitt (Mother Hildebrand)

## Death Takes a Holiday
- Prima televisiva: 8 aprile 1958

### Trama
- Guest star:

## Man of the House
- Prima televisiva: 9 aprile 1958

### Trama
- Guest star:

## A Case of Fear
- Prima televisiva: 10 aprile 1958

### Trama
- Guest star:

## Walk in the Sky
- Prima televisiva: 11 aprile 1958

### Trama
- Guest star:

## The Canterville Ghost
- Prima televisiva: 15 aprile 1958
- Diretto da: Robert Ellis Miller
- Scritto da: George Lowther
- Soggetto di: Oscar Wilde

### Trama
- Guest star: Sylvia Field, Sue Randall, Thayer David, Ernest Truex

## Found Money
- Prima televisiva: 17 aprile 1958

### Trama
- Guest star:

## Washington Whispers Money
- Prima televisiva: 18 aprile 1958

### Trama
- Guest star:

## A Boy Grows Up
- Prima televisiva: 22 aprile 1958
- Scritto da: Harold Gast
- Soggetto di: Dorothy Reid Stewart

### Trama
- Guest star: Leo Castillo (John Langer), Jane Darwell

## Phony Venus
- Prima televisiva: 23 aprile 1958
- Scritto da: Robert Wallsten
- Soggetto di: George Bradshaw

### Trama
- Guest star:

## Some Blessed People
- Prima televisiva: 24 aprile 1958
- Scritto da: Greer Johnson
- Soggetto di: Jean Leslie

### Trama
- Guest star:

## The Quiet Street
- Prima televisiva: 25 aprile 1958
- Scritto da: Theodore Apstein
- Soggetto di: Selda Popkin

### Trama
- Guest star:

## The Quest of Quesnay
- Prima televisiva: 7 maggio 1958
- Diretto da: Allan A. Buckhantz
- Scritto da: Robert Esson
- Soggetto di: Booth Tarkington

### Trama
- Guest star: Joanne Linville, George MacReady, Robert Brown, Dayton Lummis

## Angel Street
- Prima televisiva: 9 maggio 1958
- Diretto da: Walter Grauman
- Scritto da: Patrick Hamilton

### Trama
- Guest star: Leo G. Carroll, Judith Evelyn, Vincent Price

## The Cause
- Prima televisiva: 12 maggio 1958
- Diretto da: Albert McCleery
- Scritto da: Rod Serling

### Trama
- Guest star: Lois Smith, Sidney Blackmer, Richard Crenna, Kent Smith

## Much Ado About Nothing, Part 1
- Prima televisiva: 20 maggio 1958
- Diretto da: Alan Cooke
- Scritto da: Alan Cooke
- Soggetto di: William Shakespeare

### Trama
- Guest star: Herschel Bernardi (Borachio), Pernell Roberts (Don Juan), Norma Moore (Hero), Stephen Joyce (Claudio), Patrick Macnee (Don Pedro), Nina Foch (Beatrice), Robert Horton (Benedick)

## Much Ado About Nothing, Part 2
- Prima televisiva: 21 maggio 1958
- Diretto da: Alan Cooke
- Scritto da: Alan Cooke
- Soggetto di: William Shakespeare

### Trama
- Guest star: Herschel Bernardi (Borachio), Pernell Roberts (Don Juan), Norma Moore (Hero), Stephen Joyce (Claudio), Patrick Macnee (Don Pedro), Nina Foch (Beatrice), Robert Horton (Benedick)

## Day of Discoveries
- Prima televisiva: 22 maggio 1958
- Scritto da: Sheldon Stark

### Trama
- Guest star:

## The Young and the Fair
- Prima televisiva: 23 maggio 1958
- Scritto da: N. Richard Nash

### Trama
- Guest star:

## The Riddle of Mary Murray
- Prima televisiva: 27 maggio 1958
- Diretto da: Livia Granito
- Scritto da: Helene Hanff

### Trama
- Guest star: John Hoyt, Tom Helmore, Katharine Bard

## Button Button
- Prima televisiva: 29 maggio 1958
- Diretto da: Allan A. Buckhantz
- Soggetto di: Nelson Bond

### Trama
- Guest star: Ray Danton, Richard Long, Susan Oliver

## The End of the Season
- Prima televisiva: 3 giugno 1958
- Scritto da: S. S. Schweitzer
- Soggetto di: Bernard Schubert

### Trama
- Guest star:

## Look Out for John Tucker
- Prima televisiva: 4 giugno 1958
- Scritto da: George Lowther
- Soggetto di: John Hawkins, Ward Hawkins

### Trama
- Guest star: Tommy Kirk (John Tucker)

## The Road to Recovery
- Prima televisiva: 5 giugno 1958
- Diretto da: Allan A. Buckhantz
- Scritto da: Nicholas E. Baehr
- Soggetto di: Budd Schulberg

### Trama
- Guest star: Scotty Morrow (Teddy), Edward Binns (Pat O'Shell), Joe Maross (Al Manheim)

## The Nightbird's Crying
- Prima televisiva: 6 giugno 1958
- Scritto da: Jack Paritz

### Trama
- Guest star:

## The Story of Marcia Gordon
- Prima televisiva: 10 giugno 1958
- Diretto da: Dennis Patrick
- Scritto da: Marjorie Adler

### Trama
- Guest star: Irene Hervey, Jean Muir, Nancy Rennick, Mike Bradford

## Town in Turmoil
- Prima televisiva: 11 giugno 1958
- Diretto da: Livia Granito
- Scritto da: George Lowther
- Soggetto di: Burnham Carter

### Trama
- Guest star: Russell Collins, Richard Shannon, Marcia Henderson, Edward Everett Horton

## Washington Square
- Prima televisiva: 12 giugno 1958
- Diretto da: Alan Cooke
- Scritto da: Michael Dyne
- Soggetto di: Henry James

### Trama
- Guest star: Roddy McDowall (Morris Townsend), John Abbott (dottor Austin Sloper), Peggy McCay (Catherine Sloper), Lurene Tuttle (Auntie)

## Course for Collision
- Prima televisiva: 13 giugno 1958
- Scritto da: Arthur Hailey

### Trama
- Guest star: